# آشابه
آشابه جماعت و شهرکی با ۱۵٬۶۲۸ نفر جمعیت در ناحیهٔ اشت ولایت سغد است که در شمال غربی تاجیکستان قرار دارد.